# Terriglobus
Terriglobus es un género de bacterias gramnegativas de la familia Acidobacteriaceae. Fue descrito en el año 2007. Su etimología hace referencia a grupo de la tierra. Son bacterias aerobias, inmóviles y mesófilas. Catalasa positivas. Se encuentran generalmente en suelos. 

## Taxonomía
Actualmente existen 5 especies descritas:
- Terriglobus albidus
- Terriglobus aquaticus
- Terriglobus roseus
- Terriglobus saanensis
- Terriglobus tenax